# Бук (Мерт и Мозел)
Бук (фр. Boucq) насеље је и општина у североисточној Француској у региону Лорена, у департману Мерт и Мозел која припада префектури Тул.
По подацима из 2011. године у општини је живело 376 становника, а густина насељености је износила 16,59 становника/km². Општина се простире на површини од 22,66 km². Налази се на средњој надморској висини од m метара (максималној 388 m, а минималној 231 m).

## Демографија
| 1962. | 1968. | 1975. | 1982. | 1990. | 1999. | 2011. |
| ----- | ----- | ----- | ----- | ----- | ----- | ----- |
| 391   | 336   | 305   | 321   | 330   | 333   | 376   |

График промене броја становника у току последњих година